# DeMillus
DeMillus é uma indústria de roupas íntimas femininas brasileira, sendo a empresa que mais produz lingerie no país. Figurou no ranking da Revista Exame de 2010 como a décima-primeira maior empresa têxtil do Brasil em 1995.

## História
A DeMillus foi fundada em 1947 e, hoje, possui uma fábrica no Rio de Janeiro, onde produz 95% dos componentes necessários para a confecção de seus produtos, dentre eles: tecidos, rendas, elásticos, bordados e acessórios como argolas e reguladores de plástico, lacinhos e colchetes de metal.
Possui cerca de 5.200 funcionários diretos e comercializa 40 milhões de peças por ano. Grande parte de seus produtos é comercializado pela Revista DeMillus, um catálogo de venda domiciliar, por meio de mais de 200 mil revendedores por todo Brasil.